# دنیای دکتر ماریو
«دنیای دکتر ماریو» (انگلیسی: Dr. Mario World) یک بازی ویدئویی در سبک پازل است که توسط نینتندو و در سال ۲۰۱۹ و در پلت‌فرم آی‌اواس منتشر شده‌است.